# Gorenji Radenci
Gorenji Radenci je naselje u slovenskoj Općini općini Črnomelju. Gorenji Radenci se nalazi u pokrajini Dolenjskoj i statističkoj regiji Jugoistočnoj Sloveniji. 

## Stanovništvo
Prema popisu stanovništva iz 2002. godine naselje je imalo 24 stanovnika.